# Wie einst im Mai (Operette)
Wie einst im Mai ist eine Operette in vier Bildern von Walter Kollo und Willy Bredschneider. Das Original-Libretto von 1913 verfassten Rudolf Bernauer und Rudolph Schanzer. Das Werk erlebte seine Uraufführung am 4. Oktober 1913 im Berliner Theater in Berlin. Der Sohn des Komponisten, Willi Kollo, besorgte 1943 eine musikalische und textliche Neufassung zusammen mit dem Kabarettisten Walter Lieck, die auch einige neue Musiknummern von Willi Kollo enthält. In dieser Fassung ging das Werk erstmals am 26. Mai 1943 im Großen Schauspielhaus in Berlin über die Bühne. Eine weitere Neubearbeitung besorgten Andreas Gergen und Steven Gross 2005 eigens für das Schlossparktheater Berlin, indem sie die Operette mehr dem Musical annäherten. Der Artikel befasst sich mit der Originalfassung.

## Orchester
Zwei Flöten, zwei Oboen, zwei Klarinetten, zwei Fagotte, vier Hörner, zwei Trompeten, drei Posaunen, eine Harfe, Schlagwerk und Streicher

## Handlung

### Erstes Bild
Zimmer auf einem Gutshof, 1838
Der Schlosserlehrling Fritz Jüterbog ist unsterblich in die junge Adlige Ottilie von Henkeshoven verliebt. Diese erwidert auch seine Liebe, aber ihre Eltern haben einen hohen Standesdünkel, der es ihnen nicht erlaubt, dass sich Adel und Proletariat miteinander verbinden. Fritz ist verzweifelt und kehrt seiner Heimatstadt den Rücken. Fortan will er sein Glück in Amerika suchen.

### Zweites Bild
Ballsaal Kroll, 1858
Fritz hat in der Fremde sein Glück gemacht. Als reicher Mann kehrt er in die Heimat zurück. Ottilie ist von ihrer Familie gezwungen worden, ihren Vetter, den Baron Ernst Cicero von Henkeshoven, zu heiraten. Die Ehe gestaltet sich für sie als ein Martyrium. Ihr Gatte ist ein rechter Hallodri, der immer wieder mal sein Glück bei Halbweltdamen sucht. Bei einem Ball begegnen sich Fritz und Ottilie und erinnern sich an alte Zeiten.

### Drittes Bild
Salon in einem Landhaus, 1888
Fritz ist inzwischen eine besondere Ehre zuteilgeworden: Der Kaiser hat ihn wegen seiner großen Verdienste für das Vaterland in den erblichen Adelstand erhoben. Er nennt sich jetzt Kommerzienrat von Jüterbog.
Ottilies Ehe mit ihrem leichtlebigen Vetter ist auseinandergebrochen. Aus dieser Ehe ist die Tochter Vera hervorgegangen. Auf sie hat Fritz’ Sohn Heinrich ein Auge geworfen. Als Heinrich Vera einen Heiratsantrag macht, weist sie ihn zurück; denn ihr Herz gehört Arthur Müller, der als Oberingenieur in Fritz Jüterbogs Fabrik arbeitet.
Ottilie fleht ihren Jugendfreund Fritz an, er möge doch dafür sorgen, dass sein Sohn das Werben um ihre Tochter beende. Darüber ist Fritz überhaupt nicht glücklich, sähe er es doch gerne, wenn sich die beiden Familien etwas näher kämen. Aber dennoch verspricht er Ottilie, ihren Wunsch zu erfüllen. Gemeinsam gedenken sie der schönen Tage der Jugendzeit.

### Viertes Bild
Ein Modesalon, 1913
75 Jahre sind vergangen, seit sich Fritz Jüterbog und Ottilie von Henkeshoven im Mai ihre Liebe gestanden haben. Beide sind inzwischen verstorben. Jetzt haben sich ihre Enkel Fred von Jüterbog und Tilla Müller kennen und lieben gelernt. Die Zeiten haben sich gewaltig verändert. Niemand ist mehr da, der den beiden Liebenden  verbieten könnte, eine Ehe miteinander einzugehen.
Von Ottilies Verwandtschaft lebt außer ihrer Enkelin Tilla nur noch ihr Vater Stanislaus von Methusalem. Er macht seinem Familiennamen alle Ehre, denn er hat wirklich ein biblisches Alter erreicht. Dreimal ist er eine Ehe eingegangen; doch er hat alle seine Frauen überlebt. Trotz seinem Alter ist er noch sehr rüstig und will es nun noch ein viertes Mal mit einer neuen Ehefrau versuchen.

## Bekannte Lieder
- Das war in Schöneberg, im Monat Mai
- Die Männer sind alle Verbrecher
- Untern Linden, Untern Linden
- Es geht doch nischt, nischt, nischt über Berlin

Die Männer sind alle Verbrecher wurde 1915 – wie auch andere Unterhaltungslieder der damaligen Zeit – von einem unbekannten Texter als Propagandalied in Die Serben sind alle Verbrecher umgedichtet und unter anderem vom Vortragskünstler Hermann Wehling (1873–1922) aufgenommen.